# Lawrence Agyekum
Lawrence Agyekum (23 november 2003) is een Ghanees voetballer die in het seizoen 2024/25 door Red Bull Salzburg wordt uitgeleend aan Cercle Brugge.

## Clubcarrière
Agyekum startte z'n carrière bij WAFA FC, waar hij in 2019 doorstroomde naar het eerste elftal. Op 24 januari 2020 maakte hij z'n officiële debuut in het eerste elftal van de club: tegen Liberty Professionals FC viel hij in de 39e minuut in voor Michael Danso Agyemang.
In februari 2022 ondertekende Agyekum een contract tot medio 2026 bij Red Bull Salzburg, de Oostenrijkse regerende landskampioen. Red Bull Salzburg leende hem meteen uit aan FC Liefering, het satellietelftal van de club in de 2. Liga. Agyekum speelde er in zijn eerste halve seizoen dertien competitiewedstrijden, waarin hij eenmaal scoorde. Het seizoen 2022/23 begon Agyekum dan weer bij Red Bull Salzburg, waar hij in oktober 2022 driemaal mocht aantreden in de competitie (waarvan tweemaal als basisspeler) en eenmaal in de ÖFB-Cup. In de winter werd hij toch weer uitgeleend aan Liefering, waar hij ditmaal anderhalf seizoen bleef.
In juli 2024 werd Agyekum voor een seizoen uitgeleend aan de Belgische eersteklasser Cercle Brugge, die een aankoopoptie bedong in het huurcontract. In mei 2025 lichtte de vereniging de aankoopoptie. Hij tekende er een contract tot juni 2029. 